# Fédération Française de Bridge
Die Fédération Française de Bridge (FFB) ist der nationale Bridgeverband von Frankreich. Er wurde 1901 in Saint-Cloud bei Paris, wo er seinen Sitz hat, zuerst als Verein gegründet und vertritt den französischen Bridge-Sport seit 1933 international als Verband  Sein Präsident ist Patrick Bogacki, Generalsekretär ist Martine Marié. Er umfasst 29 Regionalverbände und gibt die Zeitschrift Bridgerama heraus.

## Organisation
Die Fédération Française de Bridge beschäftigt 29 Mitarbeiter und verwaltet ein Netzwerk von 10.000 Freiwilligen. Im Jahr 2018 hatte der Verband 95.000 eingetragene Mitglieder in 1.150 Clubs. Sie werden von 29 Ausschüssen repräsentiert, die die Regionen Frankreichs widerspiegeln; das Land ist in 12 Ligen aufgeteilt.
Die Ausschussvorsitzenden wählen alle vier Jahre ihre nationalen Vertreter der Föderation. Die politischen Entscheidungen der FFB werden daher von einem Vorstand, dessen aktueller Vorsitzender seit Oktober 2018 Patrick Bogacki ist, gewählt.
| Rang | Name                | Zeitraum  |
| ---- | ------------------- | --------- |
| 1    | Gaëtan de Chambure  | 1933–1943 |
| 2    | Robert de Nexon     | 1943–1965 |
| 3    | Raoul de Vitry      | 1965–1971 |
| 4    | Michel Bongrand     | 1971–1977 |
| 5    | François Bonhoure   | 1977–1978 |
| 6    | José Damiani        | 1978–1983 |
| 7    | Georges Chevalier   | 1983–1989 |
| 8    | Jean-Claude Beineix | 1989–1995 |
| 9    | Michel Marmouget    | 1995–1998 |
| 10   | Bernard Liochon     | 1998–2002 |
| 11   | Maurice Panis       | 2002–2006 |
| 12   | Yves Aubry          | 2006–2010 |
| 13   | Patrick Grenthe     | 2010–2018 |
| 14   | Patrick Bogacki     | 2018      |